# FW Большой Медведицы
FW Большой Медведицы (лат. FW Ursae Majoris), HD 237772 — одиночная переменная звезда в созвездии Большой Медведицы на расстоянии приблизительно 3066 световых лет (около 940 парсеков) от Солнца. Видимая звёздная величина звезды — от +9,66m до +9,34m.

## Характеристики
FW Большой Медведицы — красная пульсирующая медленная неправильная переменная звезда (LB:) спектрального класса M2.